# Rivière Alexandrie
Pour les articles homonymes, voir Alexandrie (homonymie).
```

```

La rivière Alexandrie est un affluent du lac Kempt (via une chaine de lacs (Morel, Métabeskéga, Obascou) et la baie Maida) lequel constitue le lac de tête de la rivière Manouane, coulant du côté ouest de la rivière Saint-Maurice, en Haute-Mauricie, dans la municipalité régionale de comté (MRC) de Matawinie, en traversant les territoires non organisés de Baie-de-la-Bouteille et Baie-Atibenne, dans la région de Lanaudière, au Québec, au Canada.
Ce cours d'eau fait partie du bassin versant de la rivière Saint-Maurice laquelle se déverse à Trois-Rivières sur la rive nord du fleuve Saint-Laurent.
L’activité économique du bassin versant de la rivière Alexandrie est la foresterie. Le cours de la rivière coule entièrement en zones forestières. La surface de la rivière est généralement gelée du début de décembre jusqu’au début d’avril.

## Géographie
La rivière Alexandrie prend sa source à l’embouchure du lac Olive (longueur : 1,4 km ; altitude : 466 m) dans le canton de Troyes, territoire non organisé de Baie-de-la-Bouteille. L’embouchure de ce lac est située à 10,4 km au sud-est de la confluence de la rivière Alexandrie et à 114 km au sud-est du centre-ville de La Tuque.
À partir de l’embouchure du lac Olive, la rivière Alexandrie coule sur 20,0 km, selon les segments suivants :
- 0,7 km vers l'ouest dans le territoire non organisé de Baie-de-la-Bouteille, jusqu’à la limite du canton de Boullé situé dans le même territoire non organisé ;
- 3,8 km vers le nord-ouest dans le canton de Boullé, en traversant le lac Crépons (longueur : 2,3 km en forme de croisant ; altitude : 190 m) sur sa pleine longueur et en formant un crochet vers l'ouest, pour revenir vers le nord et couper la limite du canton de Troyes ;
- 7,3 km vers le nord en formant un crochet vers le nord-ouest et en serpentant jusqu’à la décharge du lac Sing (venant du sud-est) ;
- 1,5 km vers le nord-ouest dans le canton de Troyes et en serpentant jusqu’à la décharge du lac Troyes (venant de l’est). Note : le lac de Troyes (altitude : 449 m) constitue le principal plan d’eau drainé par la rivière Alexandrie ;
- 3,3 km vers l'ouest et en serpentant jusqu’à la rive sud-est du lac Pasquaté ;
- 2,2 km vers le nord-ouest en traversant le lac Pasquaté (altitude : 440 m) sur sa pleine longueur, jusqu’à la limite du territoire non organisé de Baie-Atibenne ;
- 1,2 km vers l'ouest dans le territoire non organisé de Baie-Atibenne, jusqu’à la confluence de la rivière[2].

La rivière Alexandrie se déverse dans le territoire non de la Baie-Atibenne, sur la rive sud du lac Morel lequel est interconnecté à une chaine de lacs : lac Métabeskéga, lac Obascou ; ce dernier se connecte à la rive sud de la Baie Maida du lac Kempt. Cette confluence est située du côté est de la réserve indienne de Manawan.
La confluence de la rivière Alexandrie est située à :
- 5,2 km à l'est du centre du village de Manawan ;
- 37,5 km au sud-est de l’embouchure du lac Kempt situé au fond de la baie Gavin ;
- 120 km au sud-est du centre-ville de La Tuque.

## Toponymie
Le toponyme rivière Alexandrie a été officialisé le 5 décembre 1968 à la Commission de toponymie du Québec.